# 29972 Chriswan
29972 Chriswan è un asteroide della fascia principale. Scoperto nel 1999, presenta un'orbita caratterizzata da un semiasse maggiore pari a 3,1148108 UA e da un'eccentricità di 0,0472637, inclinata di 8,27855° rispetto all'eclittica.